# Dig in Japan

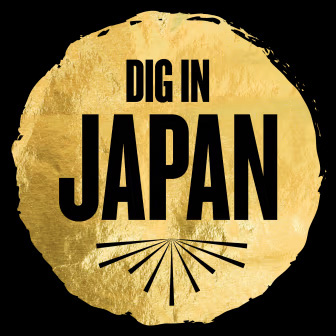
"Dig in Japan" Logotyp

Dig in Japan är en digital utställning på Östasiatiska museet i Stockholm från 2018.
Utställningen skapades i samband med 150-årsjubileet av diplomatiska relationer mellan Sverige och Japan och har uppmärksammats i media 2018 och 2021 av bland andra kulturmagasinet Welma, Länstidningen Östergötland (där Dig in Japan nämns som lättillgänglig tack vare sin digitala form), Kristianstadsbladet och Dagens Nyheter.

## Historik
Under 2018 fick några inbjudna gäster, bland andra Marita Lindkvist, Yukiko Duke och Lars Vargö gräva i Östasiatiska museets samlingar. I samarbete med Japan-intendenten Petra Holmberg fick gästerna välja ut sin egen favorit bland de japanska föremålen. Urvalet presenterades därefter på museets hemsida i form av en digital utställning. I samband med utställningen producerades ett antal filmer för YouTube som visar urvalsprocessen av de olika föremålen.
Under 2019 och 2020 fortsatte museet att lyfta ut föremål ur de japanska samlingarna.

## Utvalda föremål
I varje avsnitt av dokumentärserien så pratar Petra Holmberg med gästerna om den japanska historien som föremålen är förknippade med. De pratar även om personen som gästar, samt om de fysiska attributen för de utvalda föremålen.
- Marita Lindkvist valde ut en japansk docka s.k. Chinbiki Kanjo, som föreställer en japansk hovdam i sällskap av en spaniel.[9] Troligen från 1900-1930-talet då det blev populärt med hina-dockor bland flickor. Utformningen av dockan och de klädesplagg (i miniatyr) som dockan bär ger insikt i mode-historien under medeltida Japan.[8]
- Ami Skånberg Dahlstedt blev förtjust i en Sambaso, en dansdocka från 1980-talet som skapades av Beishu Hara,[10] en känd dockmakare som är den första som fått en ärofylld utmärkelse av japanska staten.[8]
- Matti Sandberg valde ett erotiskt/"vår-tematiskt" träsnitt s.k. Shunga, från sent 1700-tal eller tidigt 1800-tal.[11] Sandberg nämner betydelsen av konstformen Shunga som ger historisk inblick i hur sexualitet betraktades under 1800-1900-talets Japan, Edo (senare känt som Tokyo efter 1868).[8]
- Douglas Luhanko och Kerstin Neumüller utsåg en japansk Sashiko-vävd barnjacka som troligen syddes i mitten av 1900-talet. Jackans design tar form från hikeshi banten, en brandmansjacka.[12]
- Yukiko Duke valde att uppmärksamma en teskål av hantverksstilen Raku som typiskt sätt är porös keramik. Troligen formad av Tanaka Sōnyū 1664-1716.[13]
- Linn Eriksson (professionell cosplay-tävlande) med intresse i textil[8] valde ett textilfragment ifrån Edo-perioden (1603-1868) med blå sidenbas och mönster av körsbärsblom, tall, pioner och andra naturinslag.[14]
- Lars Vargö valde ut ett träsnitt med haiku-dikt skapad av Ando Hiroshige (1797-1858) från sent 1830-tal. Träsnittet avmålar kungsfiskare som siktar in sig på irisar samt haiku-skrift placerad emellan fåglarna och blommorna.[15]
- Sonia Hedstrand valde ett träsnitt från 1792-1793 som avmålar flertal kvinnor därtill kurtisanen Hanaogi. Träsnittet är skapad av Hosoda Eishi (1756-1829).[8][16]
- Petra Holmberg grävde fram ett 1800-tals textilfragment av ljusröd sidencrepe. Färgtistel, även s.k. safflortistel, ska ha använts för medicinska syften 1000 år f.Kr. i Egypten. I Japan användes färgtistel (fr.o.m. ospecificerat datum) för att producera röd färg, vilket blev en exklusiv färg menat att bäras främst av de högsta inom aristokratin. Inte enbart för färgen i sig, men även för att färgen från färgtistel var skört och klädesplaggen lätt kunde tappa färgen.[8][17]
- Petra Holmbergs andra urval är en träsnittsbok av Ando Hiroshige där flertal landskap, djur och folkliv under 1800-talets Japan gestaltas. Boken heter "100 berömda vyer från Edo" och är utgiven 1856-1859.[18]

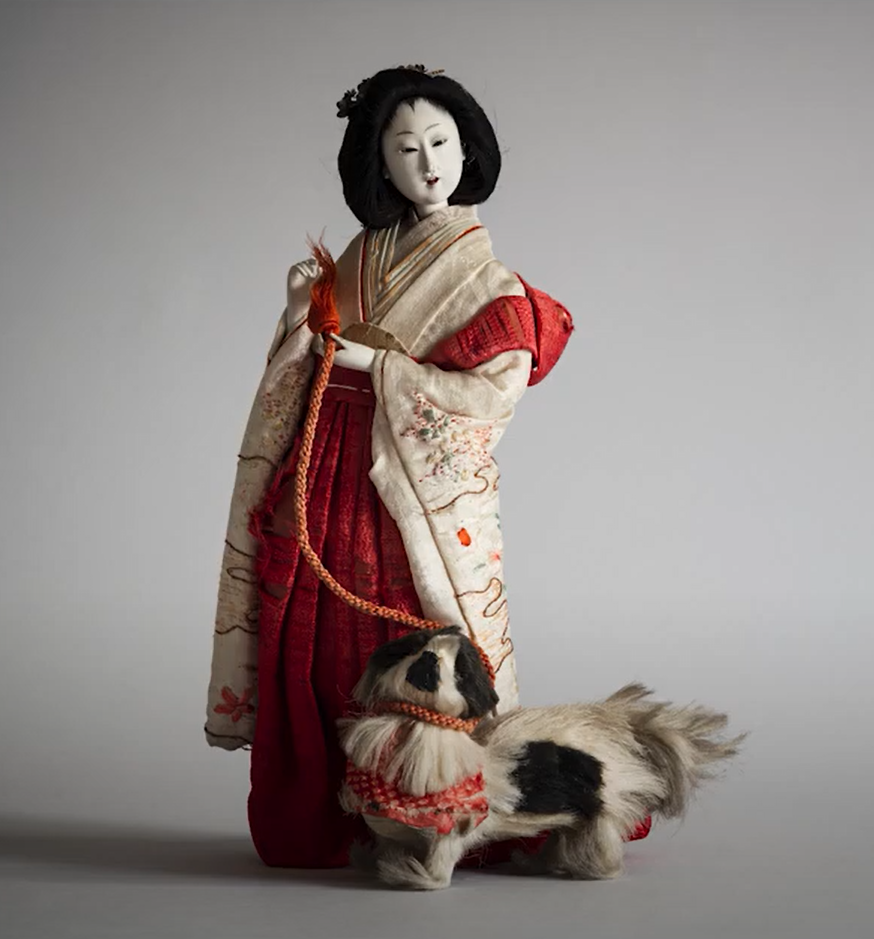
Hina-docka
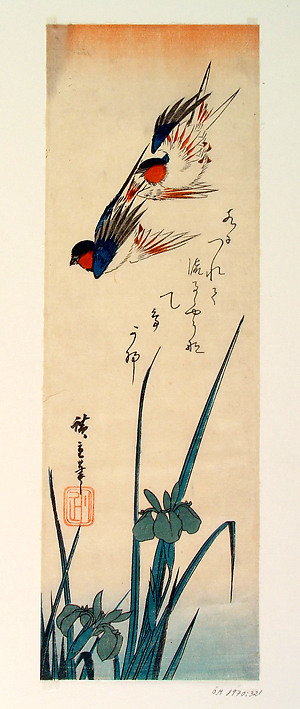
Haiku-dikt i träsnitt
Raku-skål
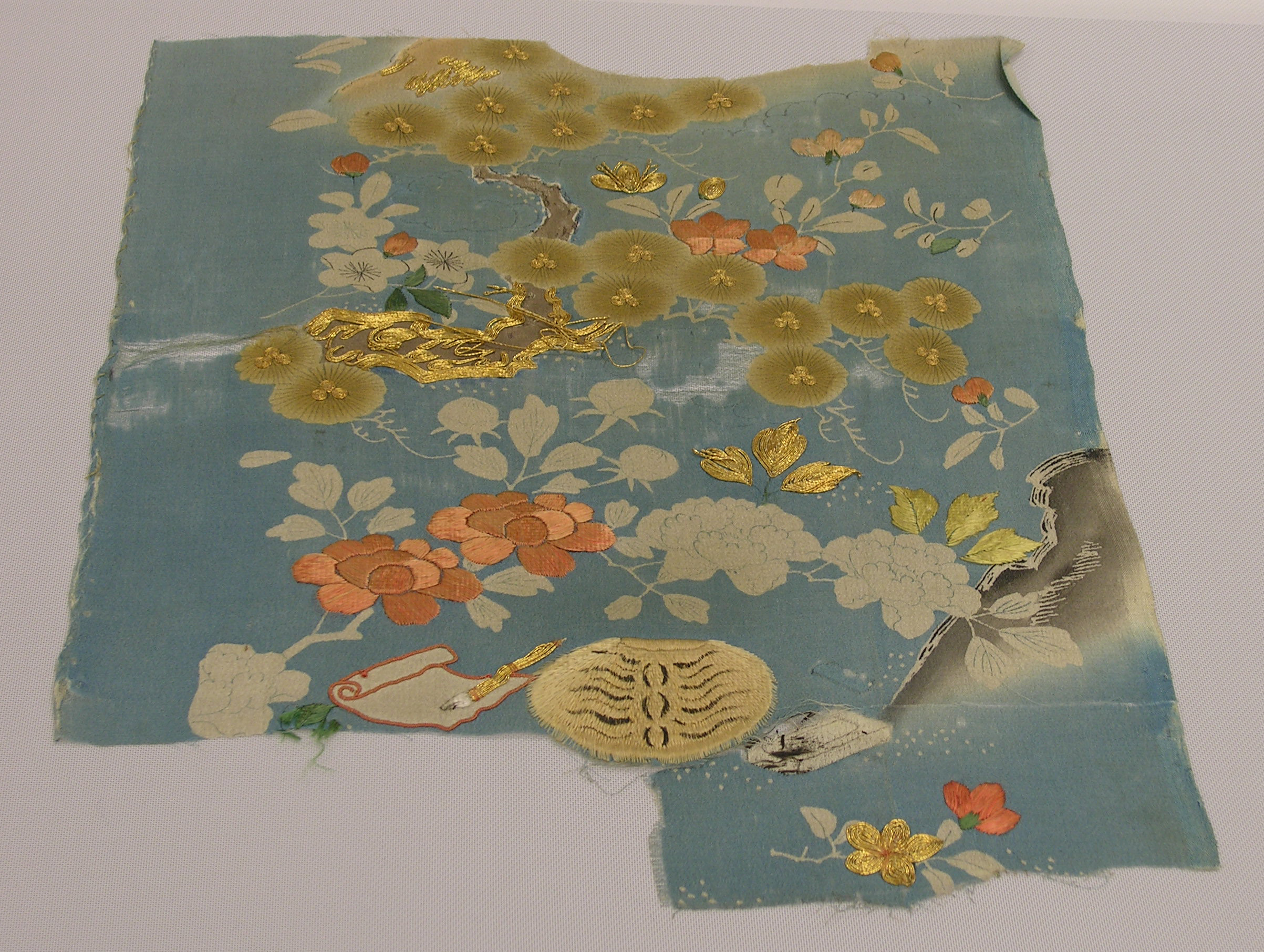
Sidenfragment

## Besökssiffror
Sidvisningar på Dig in Japans digitala utställning är sammanställd nedan.
- 11,124 / 2018
- 13,464 / 2019
- 1,961 / 2020
- 1,613 / 2021

Filmerna på YouTube hade i April 2022 haft sammanlagt drygt 4,400 visningar.